# 布施哲治
布施 哲治（ふせ てつはる、1970年 - ）は、日本の天文学者。専門は太陽系天文学、特に彗星やエッジワース・カイパーベルト天体等の小天体の研究。学位は、博士（理学）（1999年）。

## 人物
神奈川県横浜市出身。幼い頃両親に買ってもらった1冊の図鑑を通じて宇宙に関心を持つ。1999年総合研究大学院大学博士課程修了、博士（理学）の学位を取得。国立天文台ハワイ観測所広報担当研究員、情報通信研究機構経営企画部企画戦略室プランニングマネージャーなどを経て、国立天文台天文情報センター専任研究技師。

## 著書

### 単著
- 『ようこそ宇宙の研究室へ - すばる望遠鏡が明かす宇宙のなぞ』（くもん出版　くもんジュニアサイエンス　2006年）
- 『なぜ、めい王星は惑星じゃないの？ - 科学の進歩は宇宙の当たり前をかえていく』（くもん出版　2007年）第54回青少年読書感想文全国コンクール課題図書（小学高学年の部）
- 『たとえば、銀河がどら焼きだったら？ - 宇宙比較講座』（日本評論社　2008年）
- 『地球が回っているって、ほんとう？ - 小学生のやさしい天文学』（くもん出版　2009年）
- 『たとえば、銀河がどら焼きだったら - 比較でわかるオモシロ宇宙科学』（角川ソフィア文庫　2012年）

### 共著
- 『太陽系の果てを探る』（東京大学出版会　2004年　渡部潤一との共著）
- 『世界星座早見』（三省堂）
- 『小惑星衝突』（ニュートンプレス）

### 雑誌連載
- 『すばるからのメッセージ』（誠文堂新光社　月刊天文ガイド）
- 『宇宙からのメッセージ』（小学館　小学四年生　2005年4月号 - 2006年3月号）